# Eutrichosoma flabellatum
Eutrichosoma flabellatum är en stekelart som beskrevs av Boucek 1975. Eutrichosoma flabellatum ingår i släktet Eutrichosoma och familjen puppglanssteklar.
Artens utbredningsområde är Guatemala. Inga underarter finns listade i Catalogue of Life.